# Tsugaru Railway
Tsugaru Railway Co.,Ltd. (津軽鉄道株式会社, Tsugaru Tetsudō Kabushiki-gaisha), également appelée Tsutetsu (津道), est une société de transport de passagers qui exploite une ligne de chemin de fer dans la préfecture d'Aomori au Japon. Son siège social se trouve dans la ville de Goshogawara.

## Histoire
La Tsugaru Railway a été fondée le 24 février 1924. Elle ouvre la ligne Tsugaru Railway en 1930.

## Ligne
La compagnie exploite une ligne.
| Ligne                 | Nom japonais | Terminus                               | Longueur (km) | Gares |
| --------------------- | ------------ | -------------------------------------- | ------------- | ----- |
| Ligne Tsugaru Railway | 津軽鉄道線   | Tsugaru-Goshogawara - Tsugaru-Nakasato | 20,7          | 12    |

## Matériel roulant

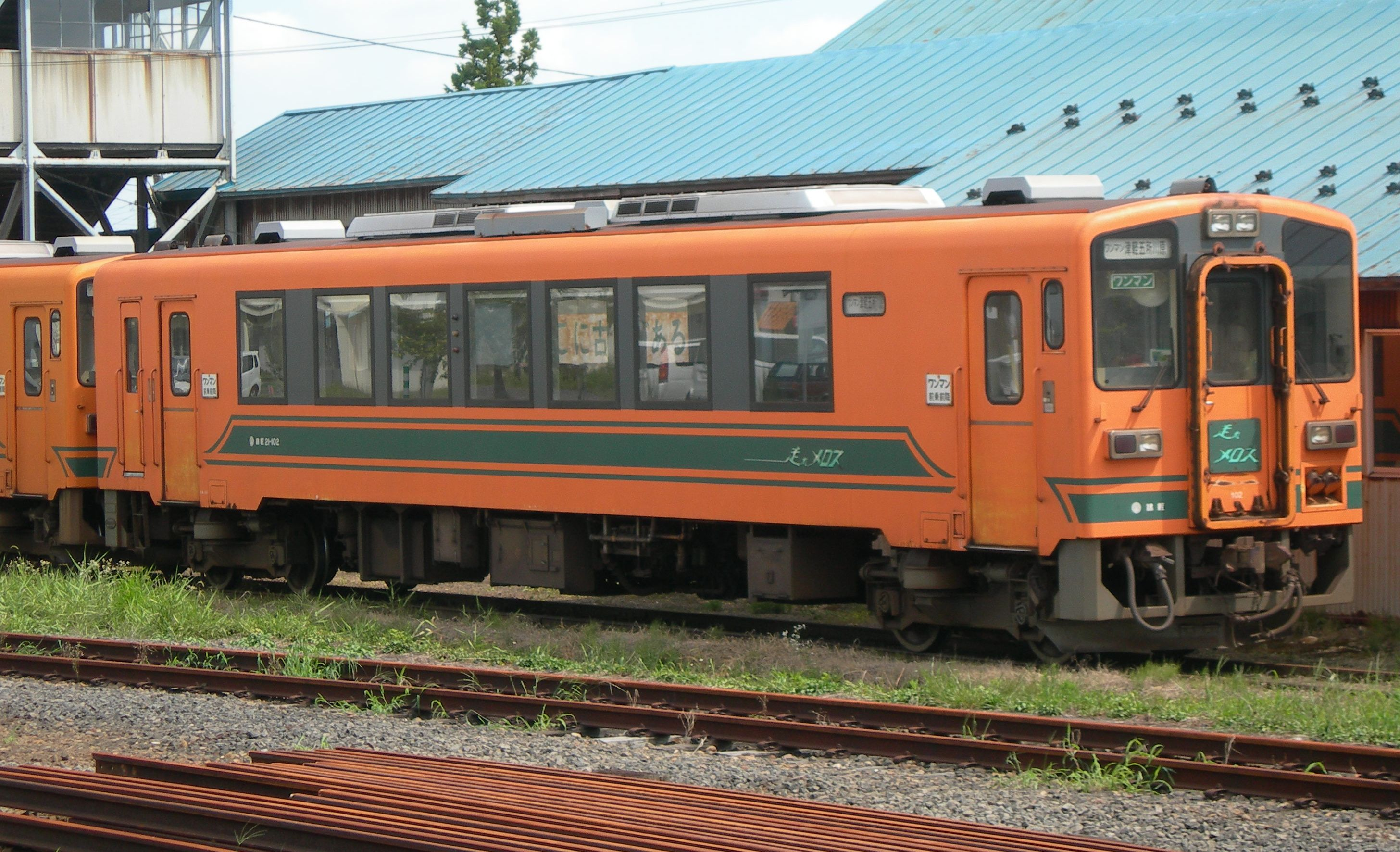
Autorail série 21

La compagnie utilise des autorails série 21.